# Skarten
Skarten est une île norvégienne du comté de Hordaland appartenant administrativement à Austevoll.

## Description
Il s'agit de deux rochers isolés, à fleur d'eau, s'étendant sur environ 125 m de longueur pour une largeur approximative de 53 m. 